# محبوبه مقبلی
محبوبه مقبلی (زاده ۲۰ شهریور ۱۳۲۰) بازیگر تئاتر و سینما و تلویزیون ایرانی است.

## کارنامهٔ هنری

### سینما
- ۱۳۷۵ - روزی که خواستگار آمد (فریال بهزاد)
- ۱۳۶۹ - ملک خاتون (حسن محمدزاده)
- ۱۳۶۶ - سایه‌های غم (شاپور قریب)

### تلویزیون
| سال       | نام               | سمت          | کارگردان                           | توضیحات                           |
| --------- | ----------------- | ------------ | ---------------------------------- | --------------------------------- |
| ۱۳۷۸–۱۳۸۱ | شب‌چراغ            | بازیگر       | جمال شورجه امیر قویدل مجید جوانمرد | در دهه فجر ۱۳۸۲ از شبکه ۲ پخش شد. |
| ۱۳۷۶      | در پی فاخته       | بازیگر       | مسعود آب‌پرور                       |                                   |
| ۱۳۷۶      | شن‌های کف رودخانه  | بازیگر مهمان | یوسف سیدمهدوی                      | شبکه ۳                            |
| ۱۳۷۴–۱۳۷۶ | پهلوانان نمی‌میرند | بازیگر       | حسن فتحی                           | شبکه ۲                            |
| ۱۳۷۵      | زیر چتر خورشید    | بازیگر       | بهمن زرین‌پور                       | شبکه ۲                            |
| ۱۳۷۳      | عاطفه             | بازیگر       | حسن فتحی                           | شبکه ۲                            |
| ۱۳۷۰–۱۳۷۱ | باغ گیلاس         | بازیگر       | مجید بهشتی                         | شبکه ۱                            |
| ۱۳۷۱–۱۳۷۲ | آپارتمان          | بازیگر       | اصغر هاشمی                         | شبکه ۱                            |
| ۱۳۶۹      | عطر گل یاس        | بازیگر       | بهمن زرین‌پور                       | شبکه ۱                            |